# دین وودز
دین وودز (ایتالیایی: Dean Woods؛ زادهٔ ۲۲ ژوئن ۱۹۶۶ – ۳ مارس ۲۰۲۲) دوچرخه‌سوار اهل استرالیا بود.
وی در مسابقات کشوری و بین‌المللی در مجموع برندهٔ ۱ مدال طلا، ۱ مدال نقره، ۲ مدال برنز شده‌است.